# Elementary Education Act 1870
Elementary Education Act 1870, även kallad Forster's Education Act, fastställde ramarna för utbildningen i England och Wales för barn i åldrarna 5-12 år. Den skapades av William Forster, en liberal parlamentsledamot, och infördes den 17 februari 1870 efter en kampanj av National Education League, dock inte helt.

### Fotnoter
1. ↑  The Short Titles Act 1896, section 2(1) and Schedule 2